# Бонза
Бо́нза (фр. bonze, від яп. 坊主, бодзу, «голова храму») — настоятель буддистського храму чи монастиря у стародавній Японії. У переносному значенні — чванливий посадовець.

## Японське використання
У 8 — 9 століттях в Японії настоятелі буддистських громад мали титул бодзу — голова храму. У
класичній японській літературі 10 — 12 століть цим словом позначали монаха-високопосадовця, протиставляючи його незнатним і простим ченцям.
З 13 століття бодзу стало вживатися по відношенню до всіх буддистських монахів, окрім настоятелів храмів і монастирів. Воно використовувалося як синонім звертання «пан» або «господар» до духовної особи.
Починаючи з 16 століття бонзами в Японії називали будь-кого, хто мав поголену як у буддистського ченця голову. Поступово термін став позначати лисого чоловіка. Оскільки у традиційній Японії був звичай голити голови малим хлопцям, їх теж називали «бодзу».
У сучасній Японії слово бодзу має дещо зневажливий характер, яким позначають малих хлопців, незалежно від їхньої зачіски, несумлінних монахів чи лисих людей. У випадку з останніми вживання цього слова може бути грубою образою на їхню адресу.

## Європейське використання
В європейській літературі цим словом називали будь-якого буддистського монаха (члена сангхи) незалежно від його рангу. Правильна загальна назва для буддистського монаха — бгікшу.
У переносному сенсі бонзою називається чванливий чиновник чи хтось, хто поводиться надміру поважно і серйозно, як справжній бонза. Поширене словосполучення — партійний бонза.